# ماريا أنتونييتا دي لاس نيفيس
ماريا أنتونيتا غوميز رودريغيز(الأسبانية:María Antonieta Gómez Rodríguez)، والمعروفة باسم ماريا أنتونييتا دي لاس نيفيس (الأسبانية:María Antonieta de Las Nieves) (من مواليد 22 ديسمبر 1950 ، سانتياغو Ixcuintla ، ناياريت) هي الممثلة المكسيكية الشهيرة التلفزيون والسينما والممثلة. وهي معترف بها دوليا لشخصيتها شيلايندينا في سلسلة إل شافو ديل أوتشو.

## روابط خارجية
- ماريا أنتونييتا دي لاس نيفيس على موقع IMDb (الإنجليزية)
- ماريا أنتونييتا دي لاس نيفيس على موقع ميوزك برينز (الإنجليزية)
- ماريا أنتونييتا دي لاس نيفيس على موقع قاعدة بيانات الفيلم (الإنجليزية)
- ماريا أنتونييتا دي لاس نيفيس على موقع كينوبويسك (الروسية)